# ダークグレー
ダークグレー（Dark gray）とは、クイックシルバーやミディアムグレーに近い色で無彩色の一種。色の割合はほぼ白2：黒1である。

## 近似色
- クイックシルバー (色)
- ミディアムグレー